# Predrag Miletić
Predrag Miletić (Niš, 26. rujna 1952.) je srbijanski kazališni, televizijski i filmski glumac. Završio je Fakultet dramskih umetnosti u Beogradu, u klasi profesorice Ognjenke Milićević. Prva uloga u teatru je u predstavi "La mama", uloga Antonia, u Pozorištu na Terazijama. Stalno zaposlen u Narodnom kazalištu u Beogradu od 1985. godine, gdje trenutno igra u Velikoj drami, Zečijem nasipu, Vitaminima... Igrao je u više desetina domaćih i stranih serija i filmova.
Autor je knjige Biciklom do Hilandara, u kojoj opisuje svoj put iz Beograda do manastira Hilandar na Svetoj gori, u društvu svog kuma, poznatog srpskog solo pjevača, Olivera Njega.
Oženjen je suprugom Gordanom i ima dva sina, Vuka i Tadiju.

## Filmske uloge
- 1999. - Nebeska udica
- 1990. - Sveto mesto
- 1988. - Balkan ekspres 2
- 1983. - Balkan ekspres
- 1983. - Karađorđeva smrt

## Vanjske poveznice
- Predrag Miletić u internetskoj bazi filmova IMDb-u (engl.)
- Predrag Miletić (www.hollywoodupclose.com)[neaktivna poveznica]
- ISBN 8690525505 Biciklom do Hilandara